# Asplenium cornutissimum
Asplenium cornutissimum är en svartbräkenväxtart som beskrevs av Xian Chun Zhang och R.H.Jiang. Asplenium cornutissimum ingår i släktet Asplenium och familjen Aspleniaceae. Inga underarter finns listade.